# Alan Ayckbourn
Sir Alan Ayckbourn CBE FRSA (nascido em 12 de abril de 1939) é um prolífico dramaturgo e diretor britânico. Escreveu e produziu, até 2024, 90 peças completas em Scarborough e Londres e foi, entre 1972 e 2009, o diretor artístico do Stephen Joseph Theatre em Scarborough, onde todas as suas peças, com exceção de quatro, foram apresentadas pela primeira vez. Mais de 40 foram produzidas posteriormente no West End, no Royal National Theatre ou pela Royal Shakespeare Company desde que seu primeiro sucesso, Relatively Speaking, estreou no Duke of York's Theatre em 1967.
Os maiores sucessos incluem Absurd Person Singular (1975), a trilogia The Norman Conquests (1973), Bedroom Farce (1975), Just Between Ourselves (1976), A Chorus of Disapproval (1984), Woman in Mind (1985), A Small Family Business (1987), Man of the Moment (1988), House & Garden (1999) e Private Fears in Public Places (2004). Suas peças ganharam vários prêmios, incluindo sete prêmios do jornal Evening Standard. Elas foram traduzidas para mais de 35 idiomas e são apresentadas nos palcos e na televisão em todo o mundo. Dez de suas peças foram encenadas na Broadway, alcançando duas indicações e uma vitória no Tony Awards.

## Vida

### Infância
Ayckbourn nasceu em Hampstead, Londres. Sua mãe, Irene Worley (“Lolly”) (1906-1998), foi uma escritora de contos que publicou obras sob o nome de “Mary James”. Seu pai, Horace Ayckbourn (1904-1965), era violinista de orquestra e foi o violinista principal da Orquestra Sinfônica de Londres. Seus pais, que se separaram logo após a Segunda Guerra Mundial, nunca se casaram, e a mãe de Ayckbourn se divorciou do primeiro marido para se casar novamente em 1948.
Ayckbourn escreveu sua primeira peça em Wisborough Lodge (uma escola preparatória no vilarejo de Wisborough Green) quando tinha cerca de 10 anos. Enquanto estava na escola preparatória como interno, sua mãe escreveu uma carta para lhe dizer que estava se casando com Cecil Pye, um gerente de banco. Sua nova família era composta por sua mãe, seu padrasto e Christopher, filho de seu padrasto de um casamento anterior. Segundo consta, esse relacionamento também enfrentou dificuldades logo no início.
Ayckbourn frequentou a Haileybury and Imperial Service College, no vilarejo de Hertford Heath e, enquanto estava lá, fez uma turnê pela Europa e pela América com a Companhia de Shakespeare da escola.

### Vida adulta
Depois de deixar a escola aos 17 anos, Ayckbourn teve vários empregos temporários em vários lugares antes de começar um cargo temporário no Scarborough Library Theatre, onde foi apresentado ao diretor artístico, Stephen Joseph. Dizem que Joseph se tornou um mentor e uma figura paterna para Ayckbourn até sua morte prematura em 1967, e Ayckbourn sempre falou muito bem dele.
A carreira de Ayckbourn foi brevemente interrompida quando ele foi convocado para o Serviço Nacional. Ele foi rapidamente dispensado, oficialmente por motivos médicos, mas sugere-se que um médico que notou sua relutância em se juntar às Forças Armadas deliberadamente o reprovou no exame médico como um favor. Embora Ayckbourn continuasse a se mudar para onde quer que sua carreira o levasse, ele se estabeleceu em Scarborough, acabando por comprar a Longwestgate House, que anteriormente havia sido propriedade de seu mentor, Joseph.
Em 1957, Ayckbourn casou-se com Christine Roland, outro membro da companhia Library Theatre. As duas primeiras peças de Ayckbourn foram, na verdade, escritas em conjunto com ela sob o pseudônimo de “Roland Allen”. Eles tiveram dois filhos, Steven e Philip. No entanto, o casamento teve dificuldades, o que acabou levando à separação em 1971. Ayckbourn disse que seu relacionamento com Roland se tornou fácil quando concordaram que o casamento havia terminado. Nessa época, ele dividia a casa com Heather Stoney, uma atriz que ele havia conhecido dez anos antes. Assim como sua mãe, nem ele nem Roland pediram o divórcio imediatamente e foi somente trinta anos depois, em 1997, que eles se divorciaram formalmente e Ayckbourn se casou com Stoney. Quando Ayckbourn recebeu o título de cavaleiro alguns meses antes do divórcio, tanto sua primeira quanto sua segunda esposa tinham o direito de receber o título de Lady Ayckbourn.
Em fevereiro de 2006, ele sofreu um derrame em Scarborough e declarou: “Espero estar de pé novamente, ou melhor, com a perna esquerda, o mais rápido possível, mas sei que isso levará algum tempo. Nesse meio tempo, estou em excelentes mãos, assim como o Stephen Joseph Theatre." Ele deixou o hospital depois de oito semanas e voltou a dirigir depois de seis meses. No ano seguinte, Ayckbourn anunciou que deixaria o cargo de diretor artístico do Stephen Joseph Theatre. No entanto, ele continua a escrever e dirigir seus próprios trabalhos no teatro.

### Influência nas peças
Desde o momento em que as peças de Ayckbourn se estabeleceram no West End, os entrevistadores levantaram a questão de seu trabalho ser autobiográfico. Não há uma resposta clara para essa pergunta. Houve apenas uma biografia, escrita por Paul Allen, que cobre principalmente sua carreira no teatro. Ayckbourn sempre disse que vê aspectos de si mesmo em todos os seus personagens. Em Bedroom Farce (1975), por exemplo, ele admitiu ser, em alguns aspectos, todos os quatro homens da peça. Foi sugerido que, depois do próprio Ayckbourn, a pessoa mais usada em suas peças é sua mãe, especialmente como Susan em Woman in Mind (1985).
O que é menos claro é até que ponto os eventos da vida de Ayckbourn influenciaram sua escrita. É verdade que o tema de casamentos em dificuldades estava fortemente presente em suas peças no início dos anos 70, mais ou menos na época em que seu próprio casamento estava chegando ao fim. No entanto, nessa época, ele também havia testemunhado o fracasso dos relacionamentos de seus pais e de alguns de seus amigos. Não se sabe ao certo quais relacionamentos ele utilizou em suas peças, se é que utilizou algum. Na biografia de Paul Allen, Ayckbourn é brevemente comparado a Dafydd e Guy em A Chorus of Disapproval (1984). Ambos os personagens se sentem em apuros e houve especulação de que o próprio Ayckbourn poderia ter se sentido da mesma forma. Na época, ele teria se envolvido seriamente com outra atriz, o que ameaçou seu relacionamento com Stoney. Não está claro se isso teve algum efeito sobre a escrita; a opinião de Paul Allen é que Ayckbourn não usou suas experiências pessoais para escrever suas peças.
É possível que Ayckbourn tenha escrito peças pensando em si mesmo e em sua própria situação, mas, como Ayckbourn é retratado como um homem reservado, é difícil imaginá-lo expondo sua própria vida em suas peças em grande medida. Na biografia, Paul Allen escreve, com relação a uma sugestão do Cosmopolitan de que as peças de Ayckbourn estavam se tornando autobiográficas: “Se considerarmos que isso significa que suas peças contam a história de sua própria vida, ele ainda não começou.”

## Carreira

### Início da carreira e atuação
Ao sair da escola, a carreira teatral de Ayckbourn começou imediatamente, quando seu mestre francês o apresentou a Sir Donald Wolfit. Ayckbourn juntou-se a Wolfit em uma turnê para o Festival Fringe de Edimburgo como assistente de direção de palco (uma função que envolvia atuação e direção de palco) por três semanas. Suas primeiras experiências no palco foram vários papéis em The Strong are Lonely, de Fritz Hochwälder. No ano seguinte, Ayckbourn participou de seis outras peças no Connaught Theatre, em Worthing, e no Thorndike Theatre, em Leatherhead.
Em 1957, Ayckbourn foi contratado pelo diretor Stephen Joseph no Library Theatre, em Scarborough, o antecessor do moderno Stephen Joseph Theatre. Mais uma vez, seu papel foi inicialmente o de gerente de palco. Esse emprego levou à primeira encomenda de roteiro profissional de Ayckbourn, em 1958. Quando ele reclamou da qualidade de um roteiro que estava apresentando, Joseph o desafiou a escrever um melhor. O resultado foi The Square Cat, escrito sob o pseudônimo de Roland Allen e apresentado pela primeira vez em 1959. Nessa peça, o próprio Ayckbourn interpretou o personagem de Jerry Watiss.
Em 1962, depois de trinta e quatro aparições em peças no Library Theatre, incluindo quatro de sua autoria, Ayckbourn mudou-se para Stoke-on-Trent para ajudar a montar o Victoria Theatre (agora New Vic Theatre), onde apareceu em mais dezoito peças. Sua última aparição em uma de suas próprias peças foi como Crimson Gollywog na peça infantil Christmas v Mastermind. Ele deixou a companhia Stoke em 1964, oficialmente para dedicar seu tempo à produção londrina de Mr. Whatnot, mas, segundo consta, era porque estava tendo problemas para trabalhar com o diretor artístico, Peter Cheeseman. A essa altura, sua carreira como escritor estava se concretizando e sua carreira de ator estava sendo deixada de lado.
Seu último papel no palco foi como Jerry em Two for the Seesaw, de William Gibson, no Civic Theatre, em Rotherham. Ele ficou sozinho no palco porque Heather Stoney (sua futura esposa) não pôde reaparecer porque seus adereços não estavam prontos para uso. Isso o levou a concluir que atuar era mais trabalhoso do que valia a pena. O assistente do diretor de palco da produção, Bill Kenwright, viria a se tornar um dos produtores mais bem-sucedidos do Reino Unido.

### Escrita
A primeira peça de Ayckbourn, The Square Cat, foi suficientemente popular localmente para garantir outras encomendas, embora nem essa nem as três peças seguintes tenham tido muito impacto em regiões além de Scarborough. Após sua transferência para o Victoria Theatre, em Stoke-on-Trent, Christmas v Mastermind, fracassou; essa peça é hoje universalmente considerada o maior desastre de Ayckbourn.
A sorte de Ayckbourn ressurgiu em 1963 com Mr. Whatnot, que também estreou no Victoria Theatre. Essa foi a primeira peça com a qual Ayckbourn ficou suficientemente satisfeito para permitir a continuação das apresentações até hoje, e a primeira peça a receber uma apresentação no West End. No entanto, a produção do West End fracassou, em parte devido a um elenco mal orientado. Depois disso, Ayckbourn fez experiências ao colaborar com comediantes, primeiro escrevendo um monólogo para Tommy Cooper e, mais tarde, com Ronnie Barker, que interpretou Lord Slingsby-Craddock na produção londrina de Mr. Whatnot em 1964, nos roteiros de Hark at Barker, da LWT. Ayckbourn usava o pseudônimo Peter Caulfield porque, na época, estava sob contrato exclusivo com a BBC.
Em 1965, de volta ao Scarborough Library Theatre, foi produzida a peça Meet my Father, mais tarde rebatizada de Relatively Speaking. Dessa vez, a peça foi um grande sucesso, tanto em Scarborough quanto no West End, rendendo a Ayckbourn um telegrama de congratulações de Noël Coward. Esse não foi exatamente o fim do histórico de sucessos e fracassos de Ayckbourn. Sua peça seguinte, The Sparrow, ficou em cartaz por apenas três semanas em Scarborough, mas a peça seguinte, How the Other Half Loves, garantiu seu grande sucesso como dramaturgo.
O auge do sucesso comercial de Ayckbourn veio com peças como Absurd Person Singular (1975), a trilogia The Norman Conquests (1973), Bedroom Farce (1975) e Just Between Ourselves (1976). Essas peças enfocavam muito o casamento na classe média britânica. O único fracasso durante esse período foi um musical de 1975 com Andrew Lloyd Webber, Jeeves; mesmo assim, isso pouco prejudicou a carreira de Ayckbourn.
A partir da década de 1980, Ayckbourn se afastou do tema recorrente do casamento para explorar outras questões contemporâneas. Um exemplo foi Woman in Mind, uma peça encenada inteiramente sob a perspectiva de uma mulher que passa por um colapso nervoso. Ele também experimentou formas não convencionais de escrever peças: Intimate Exchanges, por exemplo, tem um início e dezesseis finais possíveis, e em House & Garden, duas peças acontecem simultaneamente em dois palcos separados. Ele também se diversificou no teatro infantil, como Mr A's Amazing Maze Plays e peças musicais, como By Jeeves (uma reescrita mais bem-sucedida do Jeeves original).
Com um currículo de mais de setenta peças, das quais mais de quarenta foram apresentadas no National Theatre ou no West End, Alan Ayckbourn é um dos dramaturgos vivos mais bem-sucedidos da Inglaterra. Apesar de seu sucesso, honrarias e prêmios (que incluem o prestigioso Laurence Olivier Award), Alan Ayckbourn continua sendo uma figura relativamente anônima, dedicada ao teatro regional. Ao longo de sua carreira de escritor, todas as suas peças, com exceção de quatro, estrearam no Stephen Joseph Theatre, em Scarborough, em seus três locais diferentes.
Ayckbourn recebeu o título de CBE em 1987 e foi nomeado cavaleiro nas Honras de Ano Novo de 1997. Afirma-se com frequência (mas não se prova) que Alan Ayckbourn é o dramaturgo inglês vivo mais representado e o segundo mais representado de todos os tempos, depois de Shakespeare.
Embora as peças de Ayckbourn não dominem mais a cena teatral na escala de suas obras anteriores, ele continua a escrever. Um dos maiores sucessos foi Private Fears in Public Places, que teve uma temporada de enorme sucesso Off-Broadway no 59E59 Theaters e, em 2006, foi transformada em filme, Cœurs, dirigido por Alain Resnais. Depois que Ayckbourn sofreu um derrame, havia incerteza se ele poderia continuar a escrever. A peça que estreou imediatamente após seu derrame, If I Were You, havia sido escrita antes de seu problema de saúde; a primeira peça escrita depois, Life and Beth, estreou no verão de 2008. Ayckbourn continuava a escrever para o Stephen Joseph Theatre a convite de seu sucessor como diretor artístico, Chris Monks. A primeira peça nova sob esse acordo, My Wonderful Day, foi apresentada em outubro de 2009.
Ayckbourn continuava a fazer experimentos com a forma teatral. A peça Roundelay estreou em setembro de 2014; antes de cada apresentação, os membros da plateia eram convidados a extrair cinco bolas de pingue-pongue coloridas de uma sacola, deixando a ordem em que cada um dos cinco atos é jogado ao acaso e permitindo 120 permutações possíveis. Em Arrivals and Departures (2013), a primeira metade da peça é contada do ponto de vista de um personagem, apenas para a segunda metade dramatizar os mesmos eventos do ponto de vista de outro.
Muitas das peças de Ayckbourn, incluindo Private Fears in Public Places, Intimate Exchanges, My Wonderful Day e Neighbourhood Watch, tiveram sua estreia em Nova York no 59E59 Theaters como parte do Brits Off Broadway Festival, que ocorre anualmente.
Em 2019, Ayckbourn publicou seu primeiro romance, The Divide, que já havia sido apresentado durante uma leitura no Stephen Joseph Theatre.
Como consequência do lockdown em decorrência da pandemia de COVID-19, a peça de Ayckbourn de 2020, Anno Domino, foi gravada como uma produção de rádio, com Ayckbourn e sua esposa Heather interpretando todos os papéis. Da mesma forma, a peça de 2021, The Girl Next Door, foi transmitida on-line e disponibilizada através de um acesso pago no site do Stephen Joseph Theatre.
Em 2022, a primeira peça de Ayckbourn em cerca de 60 anos estreou em um local diferente de Scarborough: All Lies at the Old Laundry em Bowness-on-Windermere.

### Direção
Embora Ayckbourn seja mais conhecido como escritor, diz-se que ele passa apenas 10% de seu tempo escrevendo peças. A maior parte do tempo restante é dedicada à direção.
Ayckbourn começou a dirigir no Scarborough Library Theatre em 1961, com uma produção de Gas Light, de Patrick Hamilton. Durante esse ano e o seguinte, ele dirigiu outras cinco peças em Scarborough e, após transferir-se para o Victoria Theatre em 1963, dirigiu mais seis peças. Entre 1964 e 1967, grande parte de seu tempo foi ocupado por várias produções de seus primeiros sucessos, Mr. Whatnot e Relatively Speaking, e ele dirigiu apenas uma peça, The Sparrow, que ele escreveu e que foi posteriormente retirada de cartaz. Em 1968, ele voltou a dirigir peças regularmente, principalmente em Scarborough. Nessa época, ele também trabalhou como produtor de teatro radiofônico para a BBC, com sede em Leeds.
No início, sua carreira de diretor foi mantida separada de sua carreira de escritor. Somente em 1963 Ayckbourn dirigiu uma peça de sua autoria (um revival de Standing Room Only) e em 1967 dirigiu uma estreia de sua autoria (The Sparrow). As estreias em Londres permaneceram nas mãos de outros diretores por mais tempo; a primeira peça de sua autoria a ser dirigida por ele em Londres foi Bedroom Farce, em 1977.
Após a morte de Stephen Joseph em 1967, o Diretor de Produções passou a ser nomeado anualmente. Ayckbourn recebeu a oferta para o cargo em 1969 e 1970, sucedendo Rodney Wood, mas ele entregou o cargo a Caroline Smith em 1971, tendo passado a maior parte daquele ano nos Estados Unidos com How the Other Half Loves. Tornou-se novamente Diretor de Produções em 1972 e, em 12 de novembro daquele ano, foi nomeado diretor artístico permanente do teatro.
Em meados de 1986, Ayckbourn aceitou um convite para trabalhar como diretor visitante por dois anos no National Theatre em Londres, para formar sua própria companhia e apresentar uma peça em cada um dos três auditórios, desde que pelo menos uma fosse uma nova peça de sua autoria. Ele recrutava atores de uma companhia que incluía artistas como Michael Gambon, Polly Adams e Simon Cadell. As três peças previstas se tornaram quatro: Tons of Money, de Will Evans e Archibald Thomas Pechey, com adaptações de Ayckbourn (Lyttelton); A View From the Bridge, de Arthur Miller (Cottesloe); sua própria peça A Small Family Business (Olivier) e 'Tis Pity She's a Whore, de John Ford (Olivier novamente). Durante esse período, Ayckbourn dividiu o cargo de diretor artístico do Stephen Joseph Theatre com Robin Herford e retornou em 1987 para dirigir a estreia de Henceforward....
Em 1999, ele anunciou que deixaria de dirigir o trabalho de outros dramaturgos para se concentrar em suas próprias peças, sendo a última delas Knights in Plastic Armour, de Rob Shearman, em 1999; ele abriu uma exceção em 2002, quando dirigiu a estreia mundial de The Safari Party, de Tim Firth.
Em 2002, após uma disputa sobre o tratamento dado pelo Duchess Theatre à peça Damsels in Distress, Ayckbourn criticou duramente o tratamento dado ao teatro em geral pelo West End e, em particular, a escalação de celebridades. Embora não tenha dito explicitamente que boicotaria o West End, ele não voltou a dirigir lá até 2009, com um revival de Woman in Mind. No entanto, ele permitiu que outros produtores do West End revivessem Absurd Person Singular em 2007 e The Norman Conquests em 2008.
Ayckbourn sofreu um derrame em fevereiro de 2006 e voltou a trabalhar em setembro; a estreia de sua 70ª peça If I Were You no Stephen Joseph Theatre ocorreu no mês seguinte.
Em junho de 2007, ele anunciou que se aposentaria como diretor artístico do Stephen Joseph Theatre após a temporada daquele ano. Seu sucessor, Chris Monks, assumiu o cargo no início da temporada de 2009-2010, mas Ayckbourn continuou a dirigir estreias e revivals de seu trabalho no teatro, começando com How the Other Half Loves em junho de 2009.
Em março de 2010, ele dirigiu um revival de sua peça Taking Steps no Orange Tree Theatre, recebendo aclamação universal da imprensa.
Em julho de 2014, Ayckbourn dirigiu uma adaptação musical de The Boy Who Fell into A Book, com adaptação musical e letras de Paul James e música de Eric Angus e Cathy Shostak. O espetáculo foi apresentado no Stephen Joseph Theatre e foi aclamado pela crítica.

## Honrarias e prêmios
- 1973: Prêmio Evening Standard, Melhor Comédia, por Absurd Person Singular

- 1974: Prêmio Evening Standard, Melhor Peça, por The Norman Conquests

- 1977: Prêmio Evening Standard, Melhor Peça, por Just Between Ourselves

- 1981: Doutor Honorário em Letras pela Universidade de Hull

- 1985: Prêmio Evening Standard, Melhor Comédia, por A Chorus of Disapproval

- 1985: Prêmio Laurence Olivier, Melhor Comédia, por A Chorus of Disapproval

- 1986: Freedom of the Borough of Scarborough[82]

- 1987: Prêmio Evening Standard, Melhor Peça, por A Small Family Business

- 1987: Prêmio Plays and Players

- 1987: Título de Doutor Honorário em Letras pela Universidade de Keele

- 1987: Título de Doutor Honorário em Letras pela Universidade de Leeds

- 1987: Comandante da Ordem do Império Britânico (CBE)

- 1989: Prêmio Evening Standard, Melhor Comédia, por Henceforward...

- 1990: Prêmio Evening Standard, Melhor Comédia, por Man of the Moment

- 1997: Knight Bachelor

- 1998: Honoris causa pela Open University

- 2008: Indução ao Hall da Fama do Teatro Americano[83]

- 2009: Prêmio Especial Laurence Olivier

- 2009: Prêmio anual do Círculo de Críticos por Serviços Distintos às Artes

- 2011: Doutor Honorário em Letras pela York St. John University

Ayckbourn também faz parte do Conselho da Society of Authors (Sociedade de Autores) e é patrono de longa data da Next Stage Theatre Company, uma companhia de teatro amador com sede em Bath.

## Obras

### Peças completas
| Número da peça | Título                            | Série                             | Estreia em Scarborough   | Estreia no West End     | Estreia em Nova York    |
| -------------- | --------------------------------- | --------------------------------- | ------------------------ | ----------------------- | ----------------------- |
| 1              | The Square Cat                    | The Square Cat                    | 30 de julho de 1959      |                         |                         |
| 2              | Love After All                    | Love After All                    | 21 de dezembro de 1959   |                         |                         |
| 3              | Dad's Tale                        | Dad's Tale                        | 19 de dezembro de 1960   |                         |                         |
| 4              | Standing Room Only                | Standing Room Only                | 13 de julho de 1961      | 12 de junho de 1966     |                         |
| 5              | Christmas V Mastermind            | Christmas V Mastermind            | 26 de dezembro de 1962   |                         |                         |
| 6              | Mr. Whatnot                       | Mr. Whatnot                       | 12 de novembro de 1963   | 6 de agosto de 1964     |                         |
| 7              | Relatively Speaking               | Relatively Speaking               | 9 de julho de 1965       | 29 de março de 1967     |                         |
| 8              | The Sparrow                       | The Sparrow                       | 13 de julho de 1967      |                         |                         |
| 9              | How the Other Half Loves          | How the Other Half Loves          | 31 de julho de 1969      | 5 de agosto de 1970     | 29 de março de 1971     |
| 10             | Family Circles                    | Family Circles                    | 20 de agosto de 1970     | 8 de outubro de 1974    |                         |
| 11             | Time And Time Again               | Time And Time Again               | 8 de julho de 1971       | 16 de agosto de 1972    |                         |
| 12             | Absurd Person Singular            | Absurd Person Singular            | 26 de junho de 1972      | 4 de julho de 1973      | 8 de outubro de 1974    |
| 13             | The Norman Conquests              | Table Manners                     | 18 de junho de 1973      | 9 de maio de 1974       | 7 de dezembro de 1975   |
| 14             | The Norman Conquests              | Living Together                   | 26 de junho de 1973      | 21 de maio de 1974      | 7 de dezembro de 1975   |
| 15             | The Norman Conquests              | Round and Round the Garden        | 2 de julho de 1973       | 6 de junho de 1974      | 7 de dezembro de 1975   |
| 16             | Absent Friends                    | Absent Friends                    | 17 de junho de 1974      | 23 de julho de 1975     |                         |
| 17             | Confusions                        | Confusions                        | 30 de setembro de 1974   | 19 de maio de 1976      |                         |
| 18             | Jeeves                            | Jeeves                            |                          | 22 de abril de 1975     |                         |
| 19             | Bedroom Farce                     | Bedroom Farce                     | 16 de junho de 1975      | 16 de março de 1977     | 29 de março de 1979     |
| 20             | Just Between Ourselves            | Just Between Ourselves            | 28 de janeiro de 1976    | 20 de abril de 1977     |                         |
| 21             | Ten Times Table                   | Ten Times Table                   | 18 de janeiro de 1977    | 5 de abril de 1978      |                         |
| 22             | Joking Apart                      | Joking Apart                      | 11 de janeiro de 1978    | 7 de março de 1979      |                         |
| 23             | Sisterly Feelings                 | Sisterly Feelings                 | 10/11 de janeiro de 1979 | 3/4 de junho de 1980    |                         |
| 24             | Taking Steps                      | Taking Steps                      | 28 de setembro de 1979   | 2 de setembro de 1980   | 20 de fevereiro de 1991 |
| 25             | Suburban Strains                  | Suburban Strains                  | 18 de janeiro de 1980    | 5 de fevereiro de 1981  |                         |
| 26             | Season's Greetings                | Season's Greetings                | 25 de setembro de 1980   | 29 de março de 1982     |                         |
| 27             | Way Upstream                      | Way Upstream                      | 2 de outubro de 1981     | 4 de outubro de 1982    |                         |
| 28             | Making Tracks                     | Making Tracks                     | 16 de dezembro de 1981   | 14 de março de 1983     |                         |
| 29             | Intimate Exchanges                | Affairs in a Tent                 | 3 de junho de 1982       | 14 de agosto de 1984    | (31 de maio de 2007)    |
| 29             | Intimate Exchanges                | Events on a Hotel Terrace         | 3 de junho de 1982       | 14 de agosto de 1984    | (31 de maio de 2007)    |
| 29             | Intimate Exchanges                | A Garden Fete                     | 3 de junho de 1982       | 14 de agosto de 1984    | (31 de maio de 2007)    |
| 29             | Intimate Exchanges                | A Pageant                         | 3 de junho de 1982       | 14 de agosto de 1984    | (31 de maio de 2007)    |
| 29             | Intimate Exchanges                | A Cricket Match                   | 3 de junho de 1982       | 14 de agosto de 1984    | (31 de maio de 2007)    |
| 29             | Intimate Exchanges                | A Game of Golf                    | 3 de junho de 1982       | 14 de agosto de 1984    | (31 de maio de 2007)    |
| 29             | Intimate Exchanges                | A One Man Protest                 | 3 de junho de 1982       | 14 de agosto de 1984    | (31 de maio de 2007)    |
| 29             | Intimate Exchanges                | Love in the Mist                  | 3 de junho de 1982       | 14 de agosto de 1984    | (31 de maio de 2007)    |
| 30             | It Could Be Any One Of Us         | It Could Be Any One Of Us         | 5 de outubro de 1983     | 14 de março de 1983     |                         |
| 31             | A Chorus of Disapproval           | A Chorus of Disapproval           | 2 de maio de 1984        | 1 de agosto de 1985     |                         |
| 32             | Woman in Mind                     | Woman in Mind                     | 30 de maio de 1985       | 3 de setembro de 1986   |                         |
| 33             | A Small Family Business           | A Small Family Business           |                          | 20 de maio de 1987      | 27 de abril de 1992     |
| 34             | Henceforward...                   | Henceforward...                   | 30 de julho de 1987      | 21 de novembro de 1988  |                         |
| 35             | Man of the Moment                 | Man of the Moment                 | 10 de agosto de 1988     | 14 de fevereiro de 1990 |                         |
| 36             | Mr A's Amazing Maze Plays         | Mr A's Amazing Maze Plays         | 30 de novembro de 1988   | 4 de março de 1993      |                         |
| 37             | The Revengers' Comedies           | The Revengers' Comedies           | 13 de junho de 1989      | 13 de março de 1991     |                         |
| 38             | Invisible Friends                 | Invisible Friends                 | 23 de novembro de 1989   | 13 de março de 1991     |                         |
| 39             | Body Language                     | Body Language                     | 21 de maio de 1990       |                         |                         |
| 40             | This Is Where We Came In          | This Is Where We Came In          | 4/11 de janeiro de 1990  |                         |                         |
| 41             | Callisto 5                        | Callisto 5                        | 12 de dezembro de 1990   |                         |                         |
| 42             | Wildest Dreams                    | Wildest Dreams                    | 6 de maio de 1991        | 14 de dezembro de 1993  |                         |
| 43             | My Very Own Story                 | My Very Own Story                 | 10 de agosto de 1991     |                         |                         |
| 44             | Time of My Life                   | Time of My Life                   | 21 de abril de 1992      | 3 de agosto de 1993     | 6 de junho de 2014      |
| 45             | Dreams From A Summer House        | Dreams From A Summer House        | 26 de agosto de 1992     |                         |                         |
| 46             | Communicating Doors               | Communicating Doors               | 2 de fevereiro de 1994   | 7 de agosto de 1995     |                         |
| 47             | Haunting Julia                    | Haunting Julia                    | 20 de abril de 1994      |                         |                         |
| 48             | The Musical Jigsaw Play           | The Musical Jigsaw Play           | 1 de dezembro de 1994    |                         |                         |
| 49             | A Word From Our Sponsor           | A Word From Our Sponsor           | 20 de abril de 1995      |                         |                         |
| (18)           | By Jeeves                         | By Jeeves                         | 2 de julho de 1996       | 2 de julho de 1996      | 28 de outubro de 2001   |
| 50             | The Champion Of Paribanou         | The Champion Of Paribanou         | 4 de dezembro de 1996    |                         |                         |
| 51             | Things We Do For Love             | Things We Do For Love             | 29 de abril de 1997      | 2 de março de 1998      |                         |
| 52             | Comic Potential                   | Comic Potential                   | 4 de junho de 1998       | 13 de outubro de 1999   |                         |
| 53             | The Boy Who Fell into a Book      | The Boy Who Fell into a Book      | 4 de dezembro de 1998    |                         |                         |
| 54             | House and Garden                  | House                             | 17 de junho de 1999      | 8 de agosto de 2000     |                         |
| 55             | House and Garden                  | Garden                            | 17 de junho de 1999      | 8 de agosto de 2000     |                         |
| (41)           | Callisto#7                        | Callisto#7                        | 4 de dezembro de 1999    |                         |                         |
| 56             | Virtual Reality                   | Virtual Reality                   | 8 de fevereiro de 2000   |                         |                         |
| 57             | Whenever                          | Whenever                          | 5 de dezembro de 2000    |                         |                         |
| 58             | Damsels in Distress               | GamePlan                          | 29 de maio de 2001       | 7 de setembro de 2002   |                         |
| 59             | Damsels in Distress               | FlatSpin                          | 3 de julho de 2001       | 7 de setembro de 2002   |                         |
| 60             | Damsels in Distress               | RolePlay                          | 4 de setembro de 2001    | 7 de setembro de 2002   |                         |
| 61             | Snake in the Grass                | Snake in the Grass                | 5 de junho de 2002       |                         |                         |
| 62             | The Jollies                       | The Jollies                       | 3 de dezembro de 2002    |                         |                         |
| 63             | Sugar Daddies                     | Sugar Daddies                     | 23 de julho de 2003      |                         |                         |
| 64             | Orvin – Champion of Champions     | Orvin – Champion of Champions     | 8 de agosto de 2003      |                         |                         |
| 65             | My Sister Sadie                   | My Sister Sadie                   | 2 de dezembro de 2003    |                         |                         |
| 66             | Drowning on Dry Land              | Drowning on Dry Land              | 4 de maio de 2004        |                         |                         |
| 67             | Private Fears in Public Places    | Private Fears in Public Places    | 17 de agosto de 2004     | 5 de maio de 2005       | 9 de junho de 2005      |
| 68             | Miss Yesterday                    | Miss Yesterday                    | 2 de dezembro de 2004    |                         |                         |
| 69             | Improbable Fiction                | Improbable Fiction                | 31 de maio de 2005       |                         |                         |
| 70             | If I Were You                     | If I Were You                     | 17 de outubro de 2006    |                         |                         |
| 71             | Things That Go Bump               | Life and Beth                     | 22 de julho de 2008      |                         |                         |
| 72             | Awaking Beauty                    | Awaking Beauty                    | 16 de dezembro de 2008   |                         |                         |
| 73             | My Wonderful Day                  | My Wonderful Day                  | 13 de outubro de 2009    |                         | 11 de novembro de 2009  |
| 74             | Life of Riley                     | Life of Riley                     | 16 de setembro de 2010   |                         |                         |
| 75             | Neighbourhood Watch               | Neighbourhood Watch               | 13 de setembro de 2011   |                         | 30 de novembro de 2011  |
| 76             | Surprises                         | Surprises                         | 17 de julho de 2012      |                         |                         |
| 77             | Arrivals & Departures             | Arrivals & Departures             | 6 de agosto de 2013      |                         | 29 de maio de 2014      |
| 78             | Roundelay                         | Roundelay                         | 9 de setembro de 2014    |                         |                         |
| 79             | Hero's Welcome                    | Hero's Welcome                    | 8 de setembro de 2015    |                         | 26 de maio de 2016      |
| 80             | Consuming Passions                | Consuming Passions                | 12 de agosto de 2016     |                         |                         |
| 81             | A Brief History of Women          | A Brief History of Women          | 5 de setembro de 2017    |                         | 1 de maio de 2018       |
| 82             | Better Off Dead                   | Better Off Dead                   | 11 de setembro de 2018   |                         |                         |
| 83             | Birthdays Past, Birthdays Present | Birthdays Past, Birthdays Present | 10 de setembro de 2019   |                         |                         |
| 84             | Anno Domino                       | Anno Domino                       | 25 de maio de 2020       |                         |                         |
| 85             | The Girl Next Door                | The Girl Next Door                | 8 de junho de 2021       |                         |                         |
| 86             | All Lies                          | All Lies                          | 6 de maio de 2022        |                         |                         |
| 87             | Family Album                      | Family Album                      | 6 de setembro de 2022    |                         |                         |
| 88             | Welcome to the Family             | Welcome to the Family             | 16 de maio de 2023       |                         |                         |
| 89             | Constant Companions               | Constant Companions               | 12 de setembro de 2023   |                         |                         |

1. ↑  Essa numeração é o sistema usado pelo site oficial do Ayckbourn para saber quantas peças foram escritas. Isso inclui as peças completas apresentadas, mas posteriormente retiradas, e as peças completas para o público familiar, mas exclui revistas e entretenimentos musicais, adaptações de outras peças, peças para crianças, peças individuais de um ato, “peças cinzentas” (aquelas escritas para apresentação, mas não para publicação) e peças para a televisão. Também trata cada uma das peças de The Norman Conquests, House and Garden e Damsels in Distress como uma peça cada, os atos únicos de Confusions como uma única peça completa, todas as variações de Intimate Exchanges como uma peça (da mesma forma para Sisterly Feelings e It Could Be Any One Of Us), ambas as partes de The Revengers' Comedies como uma única peça e as reescritas de Jeeves and Callisto 5 como a mesma peça do original. Outras fontes podem numerar as peças de forma diferente.
2. ↑  As estreias em Scarborough das peças de Ayckbourn entre 1959 e 1976 foram no local original do Library Theatre, e as estreias entre 1977 e 1995 foram no local intermediário do Stephen Joseph Theatre in the Round em Westwood. As estreias a partir de 1996 foram realizadas no atual Stephen Joseph Theatre, in the Round, salvo indicação em contrário. Em algumas produções, a data oficial de estreia foi posterior à noite de estreia real. A data de estreia é mostrada aqui.
3. 1 2 3 4 5 6 7 8 9 10  Esta peça foi retirada. Ela não está disponível para produção e pretende-se que o roteiro nunca seja publicado. Entretanto, uma cópia está disponível no arquivo de Bob Watson em Scarborough.  Arquivado em 2009-02-15 no Wayback Machine
4. ↑  Essa peça não foi apresentada no West End, mas sim no British Council, London Overseas Student Centre, por apenas uma noite. «Alan Ayckbourn Plays: Standing Room Only». Consultado em 23 de setembro de 2008. Cópia arquivada em 17 de maio de 2008
5. ↑  Relatively Speaking foi originalmente intitulada como Meet My Father.
6. ↑  Family Circles foi originalmente intitulada como The Story So Far..., depois Me Times Me Times Me, depois Me Times Me.
7. ↑  Table Manners foi originalmente intitulada como Fancy Meeting You.
8. ↑  Living Together foi originalmente intitulada como Make Yourself at Home.
9. ↑  Confusions é um conjunto de cinco peças de um ato, vagamente conectadas.
10. 1 2  Jeeves é uma colaboração musical com Andrew Lloyd Webber, reescrita em 1996 como By Jeeves.
11. 1 2  Duas variações de Sisterly Feelings foram lançadas em noites diferentes.
12. ↑  Intimate Exchanges é uma peça com quatro bifurcações bidirecionais no enredo, oferecendo assim dezesseis variações possíveis, dependendo das escolhas feitas pelos personagens. As oito variações oferecidas após a terceira bifurcação são geralmente tratadas como peças individuais.
13. ↑  A estreia de Intimate Exchanges em Nova York foi realizada fora da Broadway, no 59E59, como parte do revvival de 2006-07.
14. ↑  It Could Be Any One Of Us é uma peça única com três finais alternativos.
15. ↑  The Revengers' Comedies é uma peça em duas partes, normalmente apresentada em duas noites distintas.
16. 1 2  Calisto 5 foi reescrita em 1999 como Calisto #7.
17. 1 2 3  Haunting Julia e Snake in the Grass foram originalmente escritas como peças autônomas. Em 2008, elas foram incluídas na trilogia Things That Go Bump com a recém-escrita Life and Beth.
18. 1 2 3  Apresentada no final do palco no McCarthy Auditorium.
19. ↑  House and Garden é um par de peças destinadas a serem apresentadas simultaneamente como um díptico.
20. 1 2  Private Fears in Public Places não teve apresentações no West End ou na Broadway, mas teve uma estreia em Londres no Orange Tree Theatre, no bairro londrino de Richmond, e fora da Broadway no 59E59 Theaters.

### Peças de um ato
Alan Ayckbourn escreveu oito peças de um ato. Cinco delas (Mother Figure, Drinking Companion, Between Mouthfuls, Gosforth's Fete e Widows Might) foram escritas para Confusions, apresentada pela primeira vez em 1974.
As outras três peças de um ato são:
- Countdown, apresentada pela primeira vez em 1962, mais conhecida como parte de Mixed Doubles, um conjunto de peças curtas de um ato e monólogos com a contribuição de nove autores diferentes.

- Ernie's Incredible Illucinations, escrita em 1969 para uma coleção de peças curtas e destinada à apresentação em escolas.[88]

- A Cut in the Rates, apresentada no Stephen Joseph Theatre em 1984 e filmada para um documentário da BBC.

### Livros
- Ayckbourn, Alan (2002). The Crafty Art of Playmaking. UK: Faber and Faber. ISBN 0-571-21509-2

- Ayckbourn, Alan (2003). The Crafty Art of Playmaking. USA: Palgrave Macmillan. ISBN 1-4039-6229-4

- Ayckbourn, Alan (2019) The Divide. UK: PS Publishing. ISBN 978-1-786364-47-0.

### Adaptações cinematográficas de peças de Ayckbourn
As peças adaptadas como filmes incluem:
- A Chorus of Disapproval (peça), filmada como A Chorus of Disapproval (filme de 1988), dirigido por Michael Winner;

- Intimate Exchanges (peça), filmada como Smoking/No Smoking (filme de 1993), dirigido por Alain Resnais;

- The Revengers' Comedies (peça), filmada como The Revengers' Comedies (também conhecida como Sweet Revenge), dirigido por Malcolm Mowbray;

- Private Fears in Public Places (peça), filmado como Cœurs (filme de 2006), dirigido por Alain Resnais.

- Life of Riley (peça), filmado como Life of Riley (filme de 2014), dirigido por Alain Resnais.